# Campionato europeo femminile di pallacanestro Under-18 Division B 2014
Il Campionato europeo femminile di pallacanestro Under-18 2014 (noto anche come FIBA EuroBasket Women Under-18 2014) si è svolto in Romania, a Timișoara e Oradea.

## Classifica finale
| Pos     | Team                 |  |
| ------- | -------------------- |  |
| Oro     | Ungheria             |  |
| Argento | Estonia              |  |
| Bronzo  | Israele              |  |
| 4.      | Lettonia             |  |
| 5.      | Finlandia            |  |
| 6.      | Montenegro           |  |
| 7.      | Bulgaria             |  |
| 8.      | Inghilterra          |  |
| 9.      | Ucraina              |  |
| 10.     | Germania             |  |
| 11.     | Bosnia ed Erzegovina |  |
| 12.     | Romania              |  |
| 13.     | Irlanda              |  |
| 14.     | Lussemburgo          |  |
| 15.     | Islanda              |  |
| 16.     | Danimarca            |  |
| 17.     | Svizzera             |  |